# George Lyttleton Rogers
George Lyttleton Rogers (Athy, 10 luglio 1906 – 19 novembre 1962) è stato un tennista irlandese.

## Biografia
Nato ad Athy si trasferì inizialmente con la famiglia a Dublino, da giovane era fragile fisicamente e la madre una volta rimasta vedova decise di trasferirsi in Costa Azzurra dove il clima mite lo avrebbe aiutato.
Vinse in tre diverse occasioni il singolare agli Irish Open mentre nell'edizione 1936 riuscì a completare una tripletta vincendo anche il doppio maschile e il doppio misto, nel triennio 1931-33 raggiunse consecutivamente la finale al torneo di Monte Carlo uscendone sempre sconfitto. Nei tornei dello Slam raggiunse i quarti di finale al Roland Garros 1930 dove venne sconfitto da Bill Tilden mentre nel 1935 disputò i quarti di finale a Wimbledon nel doppio maschile.
Nel 1939 emigrò negli Stati Uniti per poter continuare la carriera agonistica durante la seconda guerra mondiale, iniziò anche ad allenare a pagamento il che lo fece classificare come professionista precludendogli l'accesso ai tornei per gli amatori.
Fece parte delle squadra irlandese di Coppa Davis dal 1929 al 1939 ottenendo ventiquattro vittorie e venticinque sconfitte, con la nazionale fu protagonista di due vittorie al quinto set contro campioni affermati come il successo su Jack Crawford nell'edizione 1930 e quello sul tedesco Gottfried von Cramm nel 1932.